# NGC 4984
NGC 4984 é uma galáxia espiral barrada (SB0-a) localizada na direcção da constelação de Virgo. Possui uma declinação de -15° 30' 57" e uma ascensão recta de 13 horas, 08 minutos e 57,1 segundos.
A galáxia NGC 4984 foi descoberta em 8 de Fevereiro de 1785 por William Herschel.